# Ditrichaceae
Ditrichaceae  es una familia de musgos perteneciente al orden Dicranales.
Según The Plant List comprende 34 géneros con 653 especies descritas y de estas, solo 347 aceptadas.

## Taxonomía
La familia fue descrita por Karl Gustav Limpricht y publicado en Die Laubmoose Deutschlands, Oesterreichs und der Schweiz 1: 482. 1887. El género tipo es: Ditrichum

## Géneros
| - Aschistodon - Astomiopsis - Austrophilibertiella - Bryomanginia - Ceratodon - Cheilothela - Chrysoblastella - Cladastomum - Cleistocarpidium - Crumuscus - Cygniella - Cynodon - Cynontodium - Diaphanophyllum - Distichium - Ditrichopsis - Ditrichum | - Eccremidium - Garckea - Leptotrichum - Lophiodon - Philibertiella - Pleuriditrichum - Pleuridium - Pringleella - Pseudodistichium - Rhamphidium - Saelania - Skottsbergia - Strombulidens - Swartzia - Trichodon - Tristichium - Wilsoniella |